# ۱۸ مهر
۱۸ مهر دویست و چهارمین روز از سال در گاه‌شماری خورشیدی است. به پایان سال ۱۶۱ روز (۱۶۲ روز در سال کبیسه) باقی‌است.

## مناسبت‌ها
- روز نکوداشت رودخانه زاینده رود [۱]

## رویدادها
- ۱۳۵۶ - آغاز شب‌های شعر گوته
- ۱۳۷۳ - حادثه ۱۸ مهر ۱۳۷۳ فوکر اف۲۸ فلوشیپ هواپیمایی آسمان
- ۱۳۹۱ - حادثه ۱۸ مهر ۱۳۹۱ فروند میگ-۲۹ آجا
- ۱۳۹۸ - رقابت ۱۸ مهر ۱۳۹۸ تیم ملی فوتبال ایران با تیم ملی فوتبال کامبوج در مرحله مقدماتی جام جهانی فوتبال ۲۰۲۲ آسیا و مرحله مقدماتی جام ملت‌های آسیا ۲۰۲۳
- ۱۴۰۱ - آغاز اعتصاب ۱۴۰۱ کارگران نفت، گاز و پتروشیمی ایران

## زادروزها
- ۱۳۲۳ - مهرانگیز کار، وکیل
- ۱۳۳۱ - مرتضی پورصمدی، فیلم‌بردار
- ۱۳۵۹ - گروس عبدالملکیان، شاعر
- ۱۳۷۲ - متین عزیزپور، بازیگر

## درگذشتگان
- ۱۳۸۳ - عبدالحسین نوایی، تاریخ‌نگار
- ۱۳۸۷ - اردشیر محصص، کاریکاتوریست
- ۱۳۹۲ - کاظم ساریخانی، جودوکار
- ۱۴۰۰ - امیرحسین قهرمانی، نقاش
- ۱۴۰۳ - مصطفی اسدالهی، نقاش